# سياهبلة عليا (مقاطعة إسلام آباد غرب)
سياهبلة عليا (بالفارسية: سیاه‌پله علیا) هي قرية تقع في كرمانشاه في إيران. يقدر عدد سكانها بـ 46 نسمة .